# Made You Look
Made You Look ist ein am 21. Oktober 2022 erschienener Song der US-amerikanischen Singer-Songwriterin Meghan Trainor aus ihrem fünften Studioalbum Takin’ It Back.

## Entstehung
Trainor schrieb den Song gemeinsam mit dem Songwriter Sean Douglas und dem Produzenten Federico Vindver. Veröffentlicht wurde die Single am 21. Oktober 2022 über das Label Epic Records. Das Lied im Stil des Doo-Wop wurde durch Trainors Unsicherheiten bezüglich ihres Körperbildes inspiriert und ermutigt Zuhörer, natürliche Schönheit und Selbstvertrauen zu schätzen.

## Rezeption
Musikkritiker beschrieben Made You Look als kokett und zogen Vergleiche zu früheren Songs der Künstlerin. Eine Tanz-Challenge zu dem Song wurde 2022 zu einem Internetphänomen auf der Videoplattform TikTok. In den USA erreichte das Lied Platz 11 der Billboard Hot 100 und war damit Trainors erste Top-20-Platzierung seit „Me Too“ (2016). In Ländern wie Australien, Belgien, Kanada, Irland, Neuseeland, Norwegen, Singapur, dem Vereinigten Königreich und Vietnam gelang der Sprung in die Top 10.

## Musikvideo
Das Musikvideo, das im Oktober 2022 in der App Candy Crush Saga Premiere feierte, zeigt bunte Farben und Gastauftritte von Social-Media-Influencern. Trainor präsentierte das Lied unter anderem in Fernsehshows wie The Today Show, The Tonight Show Starring Jimmy Fallon und The Drew Barrymore Show sowie bei Konzerten ihrer Timeless Tour im Jahre 2024.